# Juegos Asiáticos de 1974
Los VII Juegos Asiáticos se celebraron en Teherán (Irán), del 1 de septiembre al 16 de septiembre de 1974, bajo la denominación Teherán 1974.

Participaron un total de 3010 deportistas representantes de 19 países miembros de la Federación para los Juegos Asiáticos. El total de competiciones fue de 202 repartidas en 16 deportes.

## Historia
Fue la primera vez que los Juegos Asiáticos se realizaron en Oriente Medio.

## Medallero
Nación organizadora
| Núm. | País            | Oro | Plata | Bronce | Total |
| ---- | --------------- | --- | ----- | ------ | ----- |
| 1    | Japón           | 75  | 49    | 51     | 175   |
| 2    | Irán            | 36  | 28    | 17     | 81    |
| 3    | China           | 33  | 45    | 28     | 106   |
| 4    | Corea del Sur   | 16  | 24    | 15     | 54    |
| 5    | Corea del Norte | 15  | 9     | 17     | 41    |
| 6    | Israel          | 7   | 3     | 4      | 14    |
| 7    | India           | 4   | 12    | 12     | 28    |
| 8    | Tailandia       | 4   | 2     | 8      | 14    |
| 9    | Indonesia       | 3   | 4     | 4      | 11    |
| 10   | Mongolia        | 2   | 5     | 8      | 15    |
| 11   | Pakistán        | 2   | 0     | 7      | 9     |
| 12   | Sri Lanka       | 2   | 0     | 0      | 2     |
| 13   | Singapur        | 1   | 3     | 7      | 11    |
| 14   | Irak            | 1   | 0     | 3      | 4     |
| 15   | Filipinas       | 0   | 2     | 10     | 12    |
| 16   | Malasia         | 0   | 1     | 5      | 6     |
| 17   | Birmania        | 0   | 1     | 2      | 3     |
| 18   | Kuwait          | 0   | 1     | 0      | 1     |
| 19   | Afganistán      | 0   | 0     | 1      | 1     |
| TOT  |                 | 186 | 185   | 192    | 563   |